# Корд, Виктор
Виктор Джордж Корд (англ. Victor George Kord ; род. 1935[…], Сату-Маре) — американский художник и педагог. В настоящее время содержит художественную студию в Нью-Йорке. Ранее занимал должность заведующего кафедрой искусств в нескольких крупных университетах, является заслуженным профессором живописи на факультете искусств Корнелльского университета.

## Ранний период жизни
Корд родился Виктор Георгий Кац в Сату Маре, Румыния. Его семья иммигрировала в Канаду, чтобы избежать угрозы войны в 1938 году. В 1943 году они переехали в Юкайа, штат Калифорния, и сменили румынскую фамилию на фамилию Корд. Впоследствии они переехали в Кливленд, штат Огайо в 1945 году.
Виктор Корд окончил Кливлендский институт искусств в 1957 году, где учился у Луи Боза, дружил с Джулианом Станчаком, его научным наставником был Ричард Анушкевич, который убедил его поступить в Йельский университет. Он учился в Йельской школе искусств у Джозефа Альберса и Джеймса Брукса, получив степень бакалавра изящных искусств в 1958 году и степень магистра изобразительных искусств в 1960 году.

## Карьера
В 1971 году в начале своей художественной карьеры Корд был включен в экспозицию выставки «Лирическая абстракция», которую курировал Ларри Олдрич в музее Олдрича в Риджфилде, штат Коннектикут. Выставка снова была показана в Музее американского искусства Уитни в Нью-Йорке, чтобы отметить лирическую абстракцию как тенденцию в абстракции от минимальной и жесткой к более мягкой, более чувственной. Олдрич сказал об американских лирических художниках, которых он увидел: «Прикосновение художника всегда заметно в этом типе живописи, даже когда картины сделаны с помощью пистолетов, губок или других предметов».
Картер Рэтклифф считал движение «Лирическая абстракция» ревизионистским, или, по его словам, «счастливое ослепление их цветов могло бы выглядеть педантично … (однако) некоторые художники не отмечены этим ярлыком — Джон Торреано, Виктор Корд, Филипп Уоффорд, Джон Сири — оказались хорошими художниками».
Большая часть живописной практики Корда перемежалась в его постоянных академических назначениях. В 1967 году он получил стипендию факультета Висконсинского университета для работы в Париже, где выставлялся в Galerie Mathias-Fels.
С 1970 по 1973 год он уволился из Висконсинского университета, чтобы жить и работать в Нью-Йорке. В 1970 году провел персональную выставку в Кельне, Германия, в галерее Рольфе Рике. В следующем году он был представлен French & Company Gallery и участвовал в групповой выставке в галерее Andre Emmerich, обе в нью-йоркских галереях. Именно в этот момент он стал связанным с группой лирической абстракции.
Другие групповые выставки включали «Новую американскую абстрактную живопись», которая в 1972 году была представлена в Художественной галереей колледжа Вассар в Покипси, штат Нью-Йорк. Введение в каталог выставки отражает живописный подход движения «Лирическая абстракция». «… акцент, сделанный художниками на этой выставке на текстурных ценностях, контрастирует с твердыми, плоскими, казалось бы, не физизированными поверхностями, которые характерны для столь недавнего искусства».
Будучи активным участником группы художников Американские художники-абстаркционисты, Корд участвовал во многих групповых выставках.
Самой определяющей из групповых выставок американских художников-абстракционистов была «80-летие художника-абстрактника», которая состоялась в 2016 году, чтобы продемонстрировать силу и актуальность абстракции в Америке XXI века. Его каталог пересматривает обширную историю движения в США.
Персональные выставки Корда в галерее Келли в Нью-Йорке начались в 2008 году. К ним относятся «Алгоритм и блюз», 2008 год, «Прятаться в простом зрении», 2011 год, «Вырез: новые картины», 2014 год, «Анонимное сотрудничество», 2016 год, «Встречаемся: новые работы», 2019.
Корд также активно участвовал в арт-сообществах университетов, где он часто курировал выставки других художников.

## Награды
В 1962 году Виктор Корд получил стипендию Гуггенхайма, в 26 лет он стал одним из самых молодых стипендиатов. Корд содержал студию в Американском Центре в Париже, где встречался с художниками Ирвингом Петлиным, Леоном Голубом, Нэнси Сперо, Сеймуром Рософски и Патером Саулом.
Примеры работ Корда хранятся в постоянных коллекциях Художественного музея Эллен Ноёль, Музея искусств Кливленда, и Музея американского искусства Уитни, Музея искусств Чазена и Музея современного искусства Мэдисона.